# هنری جی ابراهیم
هنری جی ابراهیم (انگلیسی: Henry J. Abraham; ۲۵ اوت ۱۹۲۱ – ۲۶ فوریهٔ ۲۰۲۰) استاد، نویسنده، مربی اهل ایالات متحده آمریکا بود.
وی همچنین برندهٔ جوایزی همچون برنامه فولبرایت شده‌است.